# Semën Burcev
Semën Burcev (in russo Семён Бурцев?; 19 luglio 1987) è un pentatleta russo.

## Palmarès
In carriera ha conseguito i seguenti risultati:
- Mondiali

Londra 2009: argento nel pentathlon moderno staffetta a squadre.